# Hadrián II.
Hadrián II. (792 Řím – 14. prosince 872) byl papežem od 14. prosince 867 až do své smrti.

## Život
Sehrál velkou roli v misijním díle slovanských věrozvěstů sv. Konstantina a Metoděje. V letech 867–868 Metoděj a především Konstantin obhájili v Římě používání staroslověnského jazyka při bohoslužbách. Papež Hadrián II. to potvrdil v bule Gloria in excelsis Deo. Bylo to poprvé, kdy byla na západě překonána tzv. trojjazyčná hereze – jednalo se o tvrzení latinských církevních otců, že bohoslužby mohou být slouženy pouze ve třech jazycích: řecky, hebrejsky a latinsky.[zdroj?]
V mládí se Hadrián oženil s dívkou jménem Stephanie, s níž měl dceru. Po jeho zvolení papežem s ním obě žily v Lateránském paláci v Římě. V roce 868 však byly uneseny a zavražděny.